# Raúl Botelho Gosálvez
Raúl Botelho Gosálvez nació el 11 de abril de 1917 en La Paz, Bolivia. Sus padres fueron Armando Botelho y Carmen Gosálvez.  Estudió leyes y se especializó en derecho internacional.  A sus 20 años de edad, Raúl Botelho escribe su primera novela, Borrachera verde, con la cual obtiene el Primer Premio Nacional de Literatura en 1937. Dicha novela tiene un récord de reediciones en Bolivia, siendo 22 hasta el año 1997. Botelho es uno de los autores bolivianos con mayores reediciones según el bibliógrafo  José Roberto Arce Estebanola
En el año 1937 fue parte de la escuela  indigenal de Warisata, como profesor.
En 1959, el gobierno de Bolivia le confiere la máxima condecoración del país, la Gran Orden Nacional del Cóndor de los Andes en el grado de comendador.
En 1972 se le impuso La Gran Cruz de la orden de la bandera Yugoslava.
En la vida política fungió como canciller y fue un defensor de la causa marítima boliviana.
En el año 2008, el gobierno autónomo  municipal de La Paz, mediante ordenanza municipal N° 627 nominó en su memoria a una calle de la zona de Alto Obrajes.

## Obras

### Novela
- Borrachera verde (1938)
- El hombre y el paisaje (1940)
- Altiplano (1940)
- Coca (1941)
- Vale un Potosí (1942)
- Altiplano sediento (1945)
- Tierra chúcara (1957)
- Potosí colonial: historia y fantasía (1948)
- El corregidor Miguel de Cervantes en La Paz y otros textos (200, pósthuma)

### Narrativa
- Los toros salvajes (1965)
- La revancha y otros cuentos (1987);

### Drama
- La lanza capitana (1962)

### Ensayo
- Reflexiones sobre el cincuentenario del "Ariel" de José Enrique Rodó (1950)
- Proceso del imperialismo del Brasil, de Tordesillas a Roboré (1960)
- La Misión Jaimes Freyre en Chile (1969)
- Breve historia del litoral boliviano (1978)
- Ricardo Jaimes Freyre y el modernimo (1980)
- Historia de una infidencia diplomática (1988)

- Datos: Q6101081